# Маракайбо (город)
Марака́йбо (исп. Maracaibo) — город на северо-западе Венесуэлы, столица штата Сулия.
Второй по величине после Каракаса город страны. Город расположен на западном берегу пролива шириной 8—10 км, соединяющего Венесуэльский залив Карибского моря с озером Маракайбо. Автомобильный мост Рафаэля Урданеты соединяет город с восточным берегом пролива.
Крупный грузовой (в основном нефть и нефтепродукты) морской порт.

## История
Город впервые основан в 1529 году немецким конкистадором А. Эингером как Ной-Нюрнберг (нем. Neu Nürnberg, «новый Нюрнберг») в колонии Кляйн-Венедиг, но вскоре оставлен.
Повторно основан 20 января 1571 года капитаном Алонсо Пачеко под названием Нуэва-Самора (Nueva Zamora), по окончании трёхлетних войн с местными индейцами Сапарас, Кирикирис, Аллилес и Тоас.
До XVII века — важный колониальный порт, после нескольких нападений пиратов утратил своё значение. После открытия месторождений нефти в 1917 году город начал активно развиваться.

## Экономика
Крупнейший в Венесуэле нефтеперерабатывающий центр, нефтеналивной порт. Производство строительных материалов, текстиля и продовольственных товаров.

## Транспорт
Маракайбо обслуживает Международный аэропорт Чинита (La Chinita International).
В 2006 году открыт метрополитен.

## Образование
В Маракайбо расположены Университет Сулии (основан в 1891 году) и Университет Рафаэля Урданеты (основан в 1973 году).

## Иллюстрации

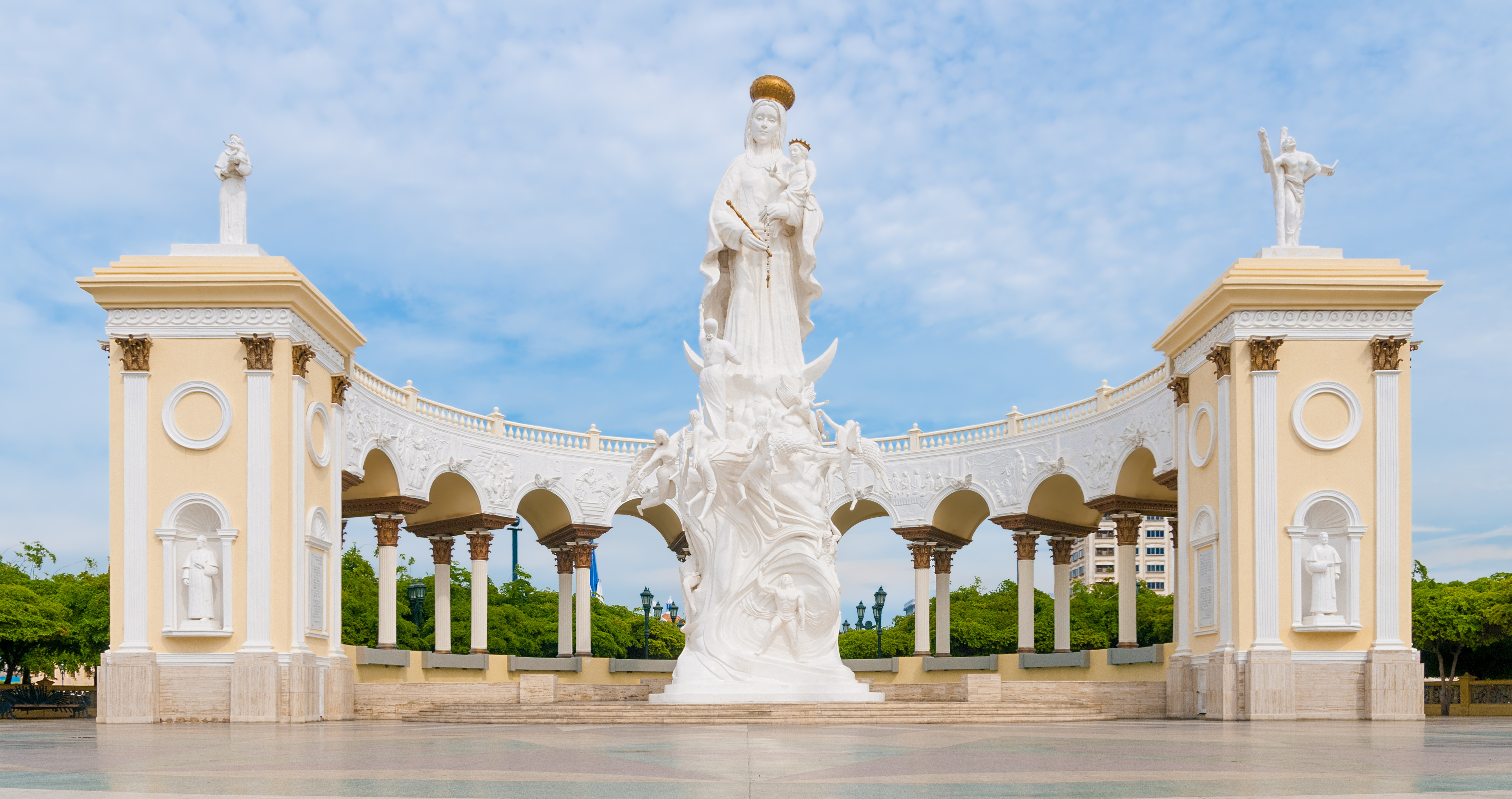
Базилика Богоматери Чикинкира
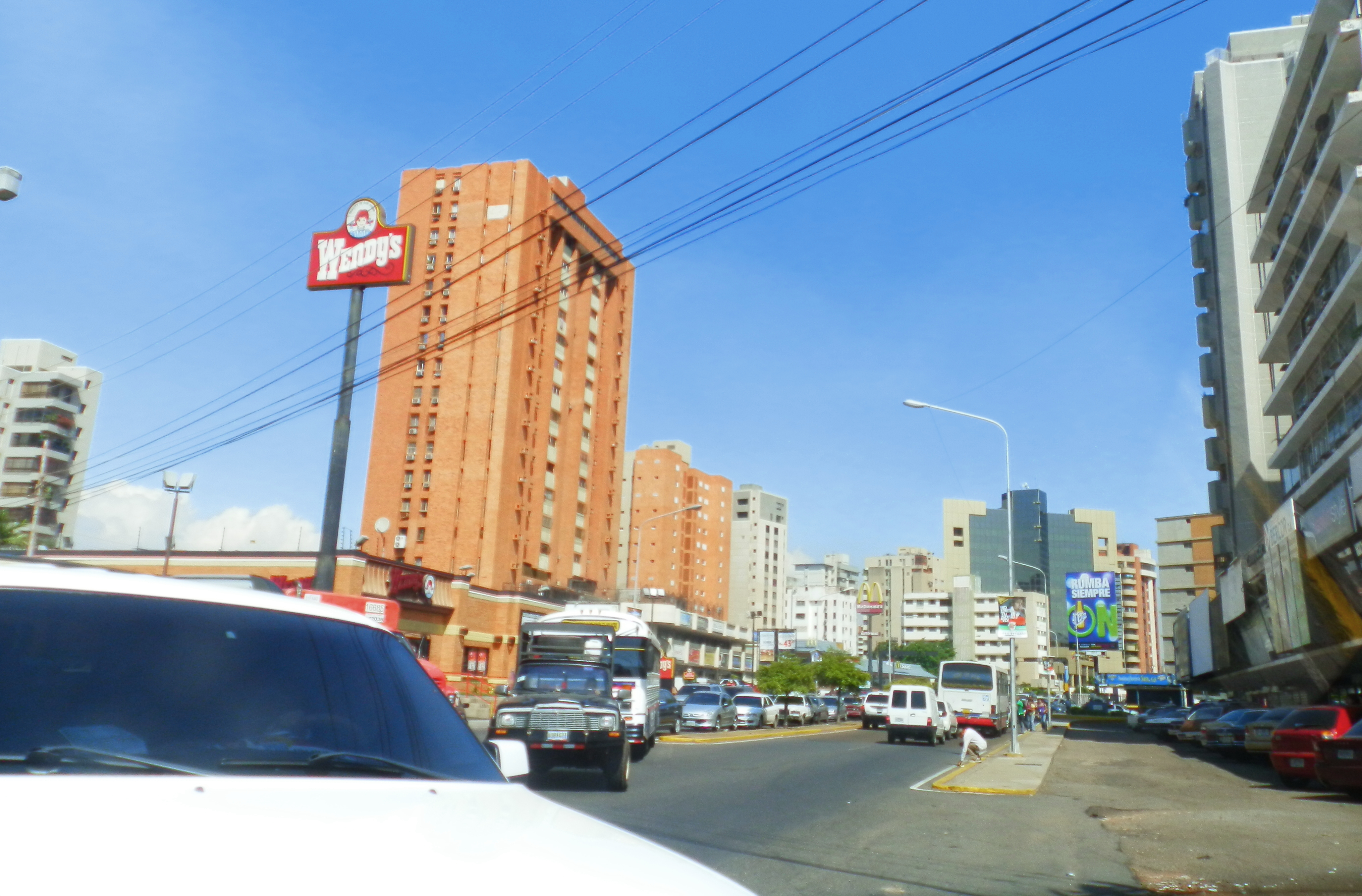
Маракайбо в 2012 году